# Ärmelband Afrika

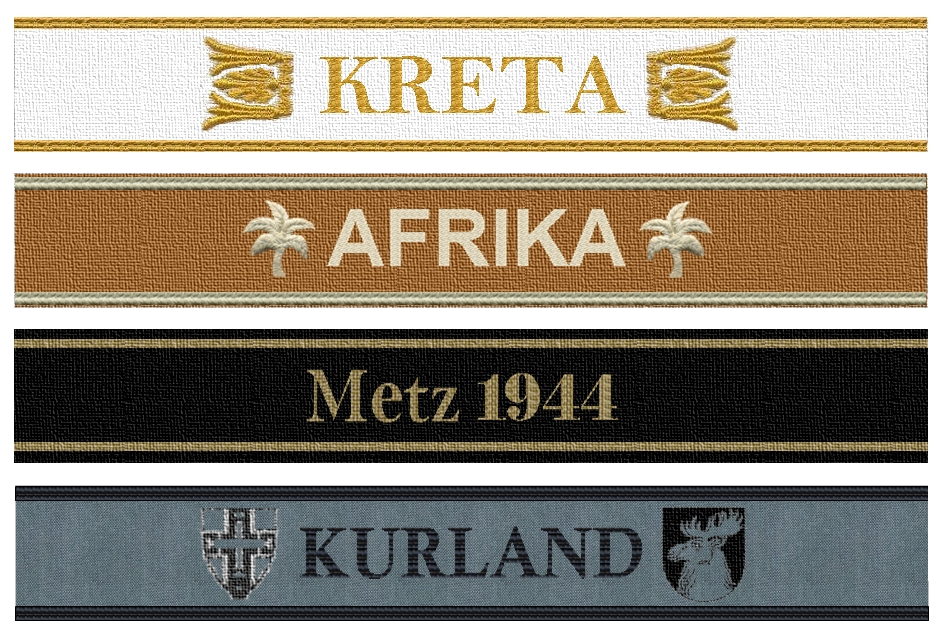
Ärmelbänder für besondere Kriegsschauplätze – Ärmelband Afrika

Das Ärmelband Afrika war eine Auszeichnung der Wehrmacht im Zweiten Weltkrieg. Es wurde durch Adolf Hitler am 15. Januar 1943 gestiftet.

Das Ärmelband Afrika darf nicht mit dem Ärmelstreifen Afrikakorps verwechselt werden, der als Verbandsabzeichen an alle Angehörigen des Deutschen Afrikakorps vergeben wurde. 

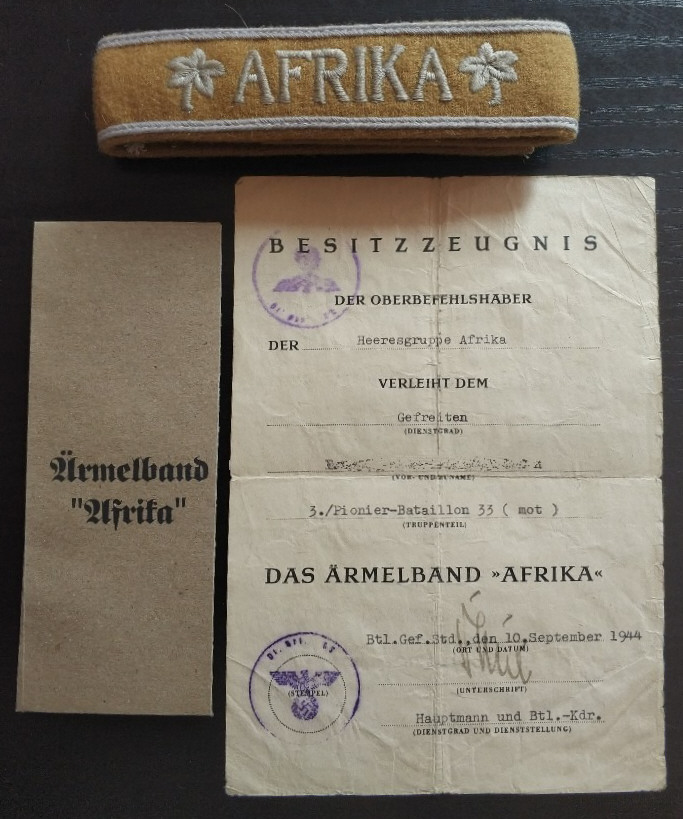
Original Afrika-Ärmelband mit Besitzzeugnis

Es wurde etwa 30.000 Mal vergeben. Die Verleihungsbefugnis begann ab Bataillonskommandeur aufwärts.

## Hintergrund
Im Februar 1941 wurde mit dem Unternehmen Sonnenblume das Deutsche Afrikakorps (DAK) in Libyen gebildet. Das DAK sollte den bisherigen Afrikafeldzug der italienischen Truppen stabilisieren und sie gegen die Britische Armee unterstützen. Im Zeitraum 1941 bis Oktober 1942 konnte das DAK unter Generalfeldmarschall Erwin Rommel große Teile von Libyen, Tunesien und Ägypten einnehmen, bis es vor El Alamein aufgehalten und zurückgedrängt wurde.
Im Januar 1943 musste das DAK unter dem Druck der Alliierten Libyen räumen; die letzten deutschen Einheiten in Afrika kapitulierten am 13. Mai 1943.

## Verleihungsbestimmungen
Grundsätzlich konnte das Ärmelband Afrika, nach den Verleihungsbestimmungen vom 15. Januar 1943, verliehen werden an Angehörige der Wehrmacht, die in der Luft, auf der Erde oder zur See in Afrika unmittelbar eingesetzt wurden. Auch Angehörige des Heeresgefolges, dem Heer unterstellte oder im unmittelbaren Auftrag des Heeres tätigen Personen, ferner Nichtwehrmachtangehörige, die der Luftwaffe unterstellt oder in ihrem unmittelbaren Auftrag tätig waren, konnten ausgezeichnet werden. Es musste eine der folgenden Bedingungen erfüllt werden.
Heer
- Einsatz für sechs Monate auf afrikanischem Boden
- Verwundung bei diesem Einsatz
- Erkrankung an einer auf dem Kriegsschauplatz zugezogenen Krankheit, die zum Verlust der vollen oder bedingten Tropendienstfähigkeit geführt haben

Marine
Bei der Marine galten sinngemäß dieselben Vorschriften wie beim Heer.
Für die Besatzungen von Schiffen galt:
- Mindestens sechs Monate Einsatz auf See von festen Stützpunkten in Afrika

Luftwaffe
Für die Luftwaffe galten dieselben Vorschriften wie bei der Marine
1. Änderung der Verleihungsbestimmungen am 20. Mai 1943 für das Heer bzw. am 1. Juli 1943 für die Luftwaffe. Angehörige der Heeresgruppe Afrika, die an den Endkämpfen auf afrikanischem Boden, vom 6. Mai 1943 ab ehrenvoll teilgenommen haben, konnte das Ärmelband Afrika bereits nach viermonatigem Einsatz in Afrika verliehen werden.
2. Änderung der Verleihungsbestimmungen am 14. Dezember 1943. Das Ärmelband Afrika konnte nun unabhängig von der Einsatzzeit verliehen werden, sofern der Auszuzeichnende sich bei den Kämpfen in Afrika eine deutsche Tapferkeitsauszeichnung (Eisernes Kreuz, Deutsches Kreuz in Gold, Nennung im Ehrenblatt usw.) erworben hatte.

## Aufmachung
Das Ärmelband (ca. 450 mm mal 36 mm) bestand aus Kamelhaarstoff. Der Schriftzug Afrika war aus weißer Kunstseidenstickerei mittig angebracht. Er wurde am oberen und unteren Rand des Ärmelbandes von einer ebenfalls weißen ca. 3 mm breiten Litze eingefasst.
Das Ärmelband Afrika wurde am linken Unterarm über dem Ärmelaufschlag getragen.